# Господин министр
«Господин министр» («Пан мінiстар») ― спектакль Белорусского республиканского театра юного зрителя.

## Авторы спектакля
Спектакль на белорусском языке поставлен в марте 2012 года по пьесе белорусского драматурга Франтишека Алехновича (1883—1944), почти не имеющей сценической истории. Спектакль показывался лишь Минским белорусским театром в 1943 году при немецкой оккупации. Кстати, на одном из представлений в минском городском театре, было совершено неудачное покушение на гауляйтера Белоруссии В. Кубэ.
Режиссёр спектакля ― Владимир Савицкий, известный постановками «Ветрогонов» В. Голубка в Витебском Национальном академическом драматическом театре, «Дикой охоты короля Стаха» и «Сны о Беларуси» по «Колыбели четырёх волшебниц» В. Короткевича, «Баллады о любви» по «Альпийской балладе» В. Быкова в Купаловском театре, «Раскиданного гнезда» Янки Купалы в Брестском театре драмы.
Художник-постановщик спектакля ― Виктор Тимофеев. Пластическое решение ― Михаил Каминский. Музыкальное оформление ― Павел Захаренко. Песни Лявона Вольского.

## Пьеса «Господин министр»
Франтишек Алехнович ― автор драматических пьес «Ужасы жизни», «Тени», «Неоконченная драма», городской комедии «Счастливый муж», пьес-сказок для детей. Он написал первую монографию о национальном театральном искусстве ― «Белорусский театр».
Пьеса «Господин министр» написана в 1922 году, почти одновременно с купаловскими «Тутэйшими», они даже по-своему перекликаются. Собственно, идея пьесы ― борьба «тутэйших» с «национально свядомыми». Алехнович приурочил выход пьесы к выборам в Западной Белоруссии в польский сейм.
Герой пьесы желает всяческими способами получить пост министра в правительстве. Это человек недалёкий, не имеющий никаких принципов. Пост министра ― его мечта, он никоим образом не сомневается, что достоин занять его.

## Постановка спектакля
Это спектакль комедийный, иногда в развитии сюжета комедия переходит в фарс. Контрастные чёрно-бело-красные краски ― основные и в общих декорациях, и в костюмах персонажей. По всему заднику нарисована туша свиньи, разделанная на части, как на продажу. Торговля свининой и есть основное занятие Пупкина. Вверху подвешены мехи, набитые богатством. В последних сценах мехи опускаются на сцену и из них падают золотистые банки с тушёнкой, заполняя всё пространство. Эти золотистые жестянки являют собой символ счастливой жизни пупкиных.
В главной роли незаурядный актёр ТЮЗа Александр Полозков, наделяющий своего героя даже некоторой обаятельностью. Он говорит о своём персонаже:

Это человек, который родился здесь. Возможно жизнь его обидела немного больше, чем других. Может, его в школе дразнили, поэтому у него сложились комплексы. Но он должен открывать себя миру и думает, что принесёт этим пользу. Однако, его действия оказываются пропитанными той прежней реакцией мира на него ― злобой и ненавистью. Он думает, что делает добро, но в основе его стремлений зло. Поэтому ничего в мире безнаказанно не проходит. Если ты обидишь такого маленького Пупкина однажды, то он может вырасти и наделать много беды.

Темпераментно продолжают интригу фарса актёры Л. Улащенко (Кукиш), М. Лявончик (Скакун), В. Козлов (М. Светляк), Н. Горбатенко (Марта), Ю. Смирнова (Люба).